# Battaglia di Uchidehama
La battaglia di Uchidehama  (打出浜の戦い?, Uchidehama no Tatakai) avvenne nel 1582 vicino a Kyoto successivamente alla battaglia di Yamazaki.
Le forze di Toyotomi Hideyoshi inseguirono il clan Akechi in ritirata dopo la sconfitta di Yamazaki e lo ingaggiarono nuovamente a Uchidehama. Akechi Mitsuharu guidò il rimanente dell'esercito Akechi, mentre suo cugino, Mitsuhide, morì a Yamazaki. Hori Hidemasa guidò le forze Toyotomi a Uchidehama e sconfisse Mitsuharu.
Uchidehama si trova vicino all'odierna città di Ōtsu.